# 잭 노즈워디

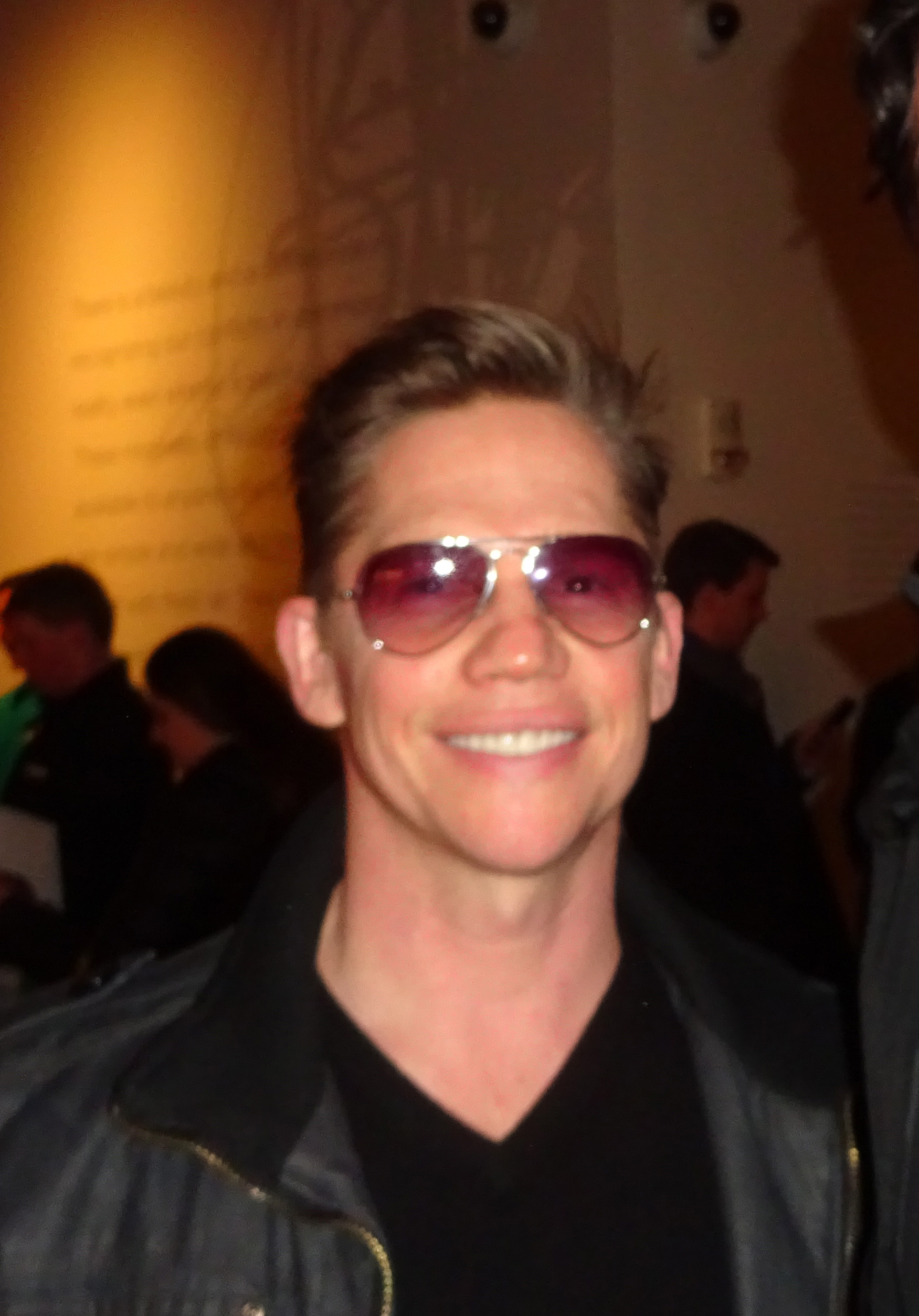

잭 노즈워디(Jack Noseworthy, 1969년 12월 21일~)는 미국의 배우이다. 1991년부터 영화작업에 뛰어들기 시작하였다.

## 젊은 시절
잭 노즈워디는 미국 매사추세츠 린에서 출생하였다. 본명은 John E. Noseworthy Jr. (존 노즈워디)였으나, 현재는 잭 노즈워디로 생활하고 있다.

## 출연 작품
- 얼라이브 - 바비 프란시스 역
- 이벤트 호라이즌 - 저스틴 역